# Monica Farnetti
Monica Farnetti (Ferrara, 1960) è una scrittrice italiana.

## Biografia
Ha studiato a Firenze e a Parigi, frequentando i seminari di Julia Kristeva per la tesi di dottorato.

Ha lavorato come ricercatrice  al dipartimento di italianistica dell'Università di Firenze e ha insegnato letteratura italiana all'Università femminile di Smith College, fra Firenze e Northampton, Massachusetts.

Si è occupata di autori e problemi della letteratura italiana antica e moderna, con particolare interesse per la letteratura femminile, la teoria letteraria, la letteratura fantastica e quella di viaggio.

Attualmente è docente di letteratura italiana all'Università di Sassari.

## Carriera letteraria
Fra i suoi libri le monografie su Cristina Campo (Tufani 1996), Anna Maria Ortese (Bruno Mondadori 1998), i ricordi d'infanzia nell'autobiografia femminile (Il centro della cattedrale, Tre Lune 2002), nonché la cura di Cristina Campo, Sotto falso nome (Adelphi, 1998) e di Anna Maria Ortese, L'infanta sepolta (Adelphi, 2000). Lavora all'edizione delle opere complete della Ortese per Adelphi, di cui nel 2002 è uscito il primo volume dei Romanzi, e a un'edizione del canzoniere di Gaspara Stampa. È socia fondatrice della Società delle Letterate e frequenta la Comunità filosofica di Diotima.